# Nariman Battikha
Nariman Cristina Battikha Yanyi (Maturín, Monagas, Venezuela, 29 de marzo de 1995) es una modelo venezolana, economista y ganadora de concursos de belleza que fue coronada como Reina Hispanoamericana 2018. Además, también representó al estado Portuguesa en el Miss Venezuela 2017, en donde terminó como una de las semifinalistas. Por otro lado, Battikha fue Miss Supranational Venezuela 2018 y representó a Venezuela en el Miss Supranacional 2018, logrando posicionarse dentro del Top 10.

## Vida y carrera

### Primeros años
Battikha nació en Maturín, Monagas, es proviene de una familia siria dedicada al mundo de los negocios. Al terminar sus estudios de bachillerato decidió radicarse en Estados Unidos para aprender inglés. Nariman obtuvo una licenciatura en Economía Empresarial otorgada por la Universidad Metropolitana de Caracas. Su nombre 'Narinam' es de origen egipcio y significa "el nombre de la fe".

## Concursos de belleza
Nariman inició en el mundo de los concursos de belleza al participar en el Sambil Model Venezuela 2015, en conjunto con otras 11 participantes. El 2 de junio de 2015, se realizaría la undécima edición de dicho certamen, en donde resultó ganadora Isabella Rodríguez.

### Miss Venezuela 2017
En 2017, ingresa a las filas del Miss Venezuela, logrando representar al estado Portuguesa. Battikha obtuvo la premiación especial de Miss Glamour, y fue además finalista a la banda Miss Salud y Estética, obtenida por Miss Delta Amacuro, Sthefany Gutiérrez, convirtiéndose en una de las grandes favoritas de dicha edición.
El 9 de noviembre de 2017 se llevó a cabo la sexagésima cuarta edición de Miss Venezuela en los estudios de Venevisión, en donde Battikha logró posicionarse como una de las 10 semifinalistas.

### Reina Hispanoamericana 2018
Después de haber participado en el Miss Venezuela, Osmel Sousa designa a Nariman como la represetante venezolana en el Reina Hispanoamericana. El 3 de noviembre de 2018, en Santa Cruz, Bolivia, Battikha fue coronada por su antecesora, Teresita Márquez de Filipinas como Reina Hispanoamericana 2018.

### Miss Supranational Venezuela 2018
En mayo de 2018, Battikha fue designada como la representante de Venezuela hacia el Miss Supranacional 2018, siendo preparada por Osmel Sousa.

### Miss Supranacional 2018
Nariman representó a Venezuela en el certamen Miss Supranacional 2018, el cual se realizó el 7 de diciembre de 2018 en el Centro Municipal de Recreación y Deportes MOSIR, en Malopolska, Krynica-Zdrój, Polonia. Nariman obtuvo la premiación de Miss Fotogénica, y consiguió el segundo lugar con número de votaciones del Beautiful Piece of Jewelry y también con número de votaciones en Instagram para el Photosoot with Raymond Saldana.
Al final del evento, Battikha clasificó dentro del grupo de 10 semifinalistas.

## Cronología
| Predecesor: Teresita Márquez | Reina Hispanoamericana 2018       | Sucesor: Regina Peredo       |
| Predecesor: Geraldine Duque  | Miss Supranational Venezuela 2018 | Sucesor: Gabriela de la Cruz |
| Predecesor: Viviana Valente  | Miss Portuguesa 2017              | Sucesor: Isabella Rodríguez  |